# Rhodafra curvilinea
Rhodafra curvilinea är en fjärilsart som beskrevs av Lucas 1891. Rhodafra curvilinea ingår i släktet Rhodafra och familjen svärmare. Inga underarter finns listade.